# Megonky
Megonky (též uváděno jako Megoňky) jsou přírodní památka v katastrálním území Čadca v Žilinském kraji. Chráněné území se nalézá v Turzovské vrchovině na severozápadním Slovensku jen několik desítek metrů od česko-slovenské státní hranice poblíž osady Vyšné Megoňky v rámci místní části Milošová okresního města Čadca. Je vzdáleno tři kilometry jihozápadně od české obce Mosty u Jablunkova a osm kilometrů severozápadně od Čadce.

## Předmět ochrany

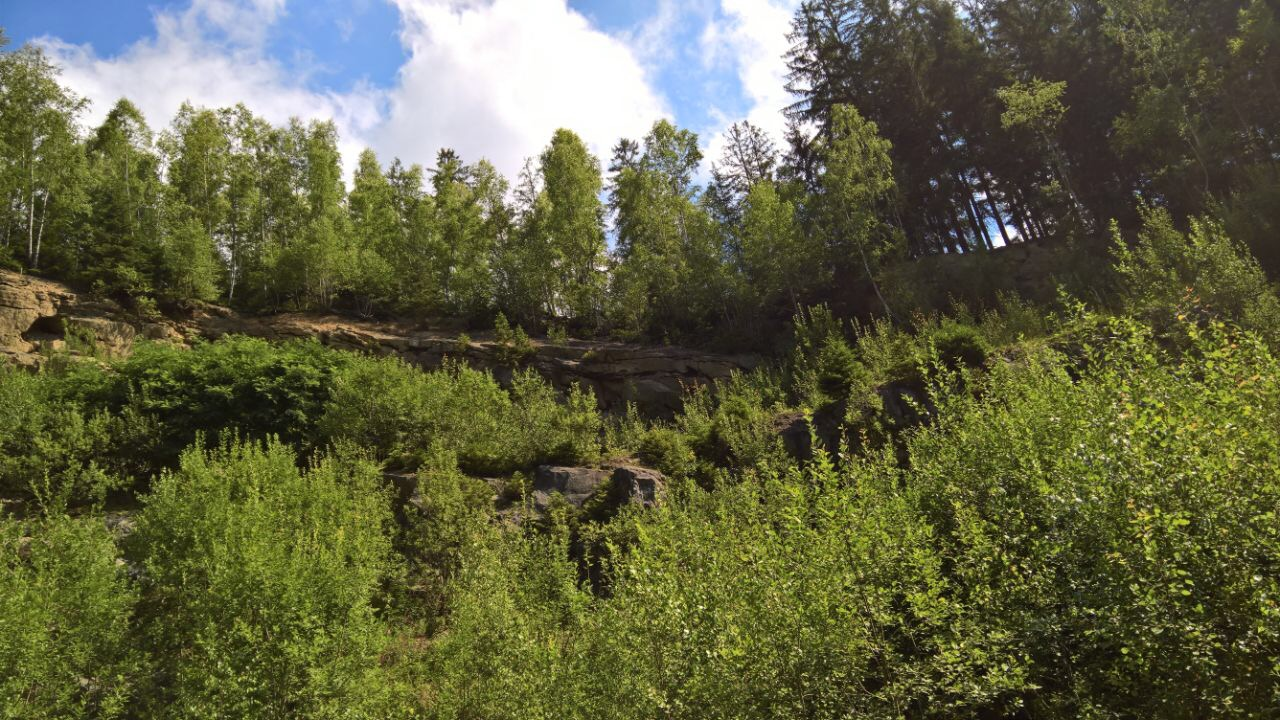
Megonky

Důvodem ochrany jsou pískovcové koule v bývalém kamenolomu – ojediněle vyvinuté projevy kulovité odlučnosti flyšových sedimentů. Výskyt kamenných koulí se váže na bukovecké pískovcové pásmo, táhnoucí se napříč zdejším česko-slovenským pohraničím. Jeden obdobný nález je tak znám např. z necelý kilometr vzdáleného lomu v lokalitě Motyčanka na české straně. Z geologického hlediska lze spatřovat původ vzniku kamenných koulí z Kysúc v procesech diageneze, k nímž došlo ve zdejších sedimentech. 

## Historie
Naleziště bylo odkryto při těžbě v lomu roku 1988. Původně se v lokalitě nacházely asi tři desítky těchto kamenných útvarů o průměru od 0,3 do 2,6 metru (jde o největší známou kamennou kouli na Slovensku), některé byly po objevu odvezeny jako rarita na různá místa v okolí. Přírodní památkou byla lokalita vyhlášena v roce 2003.

### Pověry
Po objevení neobvyklých koulí se v kraji rozšířily různé pověsti o jejich původu a vlastnostech. Někteří obyvatelé si je nosili domů, protože věřili, že kamenné koule navracejí ženám plodnost, nebo tyto útvary rozbíjeli kvůli domněnce, že by uvnitř mohlo být zlato. Objevily se i pověsti, že kamenné gule jsou památkou na návštěvu mimozemšťanů.

## Přístup
Do osady Vyšné Megoňky vede z Čadce přes Milošovou místní silnice a cyklotrasa č. 2406. Pro pěší turisty je nejsnadnější přístup z české strany. Cesta vede po modré turistické značce z železniční zastávky Mosty u Jablunkova zast. přes místní část Šance k rozcestí Motyčanka a dále po žluté do osady Filůvka u státní hranice. Chráněný lom se nachází jen několik desítek metrů za státní hranicí. Informace o lokalitě jsou dostupné v Gorolském turistickém informačním centru v Mostech u Jablunkova.

## Jiné lokality v regionu
Výskyt kamenných koulí je doložen i z dalších míst na česko - slovensko - polském pomezí, v širším okruhu pak i z jiných lokalit na Moravě (Vidče u Rožnova pod Radhoštěm či Olšany v okrese Vyškov).